# Wadym Kostjuk
Wadym Walentynowytsch Kostjuk (ukrainisch Вадим Валентинович Костюк; * 13. August 1974 in Mohyliw-Podilskyj, Sowjetunion, jetzt Ukraine) ist ein ukrainischer diplomatischer Beamter und Generalkonsul.

## Leben
Kostjuk wurde in Mohyliw-Podilskyi, der Heimatstadt seiner Mutter geboren. Zwei Wochen nach seiner Geburt zog die Familie nach Kamjanez-Podilskyj, der Heimatstadt seines Vaters. Kostjuk schloss 1991 die Kamjanez-Podislkyher Oberschule Nr. 1 mit erweitertem Deutschunterricht ab. Er studierte bis 1996 an der Nationalen Linguistischen Universität Kiew und wurde danach von Januar bis Juni 1997 an der Diplomatischen Schule für junge Diplomaten aus den MOE-Ländern beim Auswärtigen Amt ausgebildet. 
Von Mai 1996 bis April 1998 war Kostjuk Attaché und dritter Sekretär der Abteilung Europa und Amerika des Außenministeriums der Ukraine. Anschließend war er von April 1998 bis September 1999 Attaché der Berliner Niederlassung der Botschaft der Ukraine in Deutschland und Dritter Sekretär der Botschaft der Ukraine in Deutschland. In der Zeit von Januar 2002 bis März 2004 war Kostjuk dritter, zweiter und erster Sekretär der Zweiten Territorialabteilung des Außenministeriums der Ukraine. Von März 2004 bis Juli 2009 arbeitete er als Zweiter und dann als Erster Sekretär der Botschaft der Ukraine in Österreich. Zugleich war Kostjuk von Januar 2007 bis September 2008 Temporärer Anwalt für die Ukraine in Österreich. Von September 2009 bis April 2012 war er Chefspezialist, Leiter des Sektors, Leiter der Abteilung der Hauptabteilung für Staatsprotokolle und Zeremonien der Verwaltung (Sekretariat) des Präsidenten der Ukraine. Anschließend war Kostjuk von Mai 2012 bis August 2017 Generalkonsul der Ukraine in München. Es folgte eine Tätigkeit als  Stellvertretender Direktor der Abteilung und dann Leiter der Abteilung des Außenministeriums der Ukraine von September 2017 bis zum  29. August 2020. Seit dem 30. August 2020 ist Wadym Kostjuk Generalkonsul der Ukraine in Frankfurt am Main.